# Дроперидол
Дроперидо́л (лат. Droperidolum) — лекарственное средство. Светло-кремовый кристаллический порошок, практически нерастворим в воде, мало растворим в спирте. При хранении на воздухе и на свету желтеет.

## Применение препарата
Нейролептическое средство из группы бутирофенонов. Оказывает быстрое, сильное, но непродолжительное действие. Эффект при внутривенном введении проявляется через 2—5 мин, достигает максимума через 20—30 мин. Действие в зависимости от дозы продолжается до 2—3 ч.
Препарат потенцирует действие анальгетических и снотворных средств. Обладает противошоковым и противорвотным свойствами. Оказывает aльфа-адренолитическое действие; блокирует центральные дофаминовые рецепторы; не обладает холинолитической активностью. Понижает АД, оказывает антиаритмический эффект. Обладает сильной каталептогенной активностью.
В психиатрической практике дроперидол применяют при психомоторном возбуждении, галлюцинациях. В основном применяется в анестезиологической практике для нейролептанальгезии обычно в сочетании с фентанилом или другими анальгетиками.

### Применение при анестезии
Совместное применение дроперидола и фентанила вызывает быстрый нейролептический и анальгезирующий эффект, сонливое состояние, мышечную релаксацию, предупреждает шок, оказывает противорвотное действие. Больные легко выходят из состояния нейролептической анальгезии.
Применяют дроперидол для премедикации, в процессе операции и в послеоперационном периоде. Используют при эндотрахеальном наркозе, а также при операциях с применением местного обезболивания.
Вводят дроперидол под кожу, внутримышечно и внутривенно.
При премедикации и нейролептанальгезии дроперидол вводят обычно внутримышечно за 30—45 мин до операции в дозе 2,5—5 мг (1—2 мл 0,25 % раствора) вместе с 0,05—0,1 мг (1—2 мл 0,005 % раствора) фентанила или 20 мг (1 мл 2 % раствор) промедола. Одновременно вводят 0,5 мг (0,5 мл 0,1 % раствора) атропина или метацина.
При эндотрахеальном наркозе вводят сначала дроперидол из расчёта 2,5 мг на 5 кг массы тела вместе с фентанилом из расчёта 0,05 мг на 5 кг массы тела (что соответствует 1 мл комбинированного препарата таламонала на 5 кг массы тела). Затем для введения в наркоз применяют неингаляционные анестетики, оксибутират натрия или транквилизаторы (диазепам, сибазон). Наркоз поддерживают закисью азота с кислородом в соотношении 1:1 или 3:1. Во время операции через каждые 15—30 мин или при появлении признаков ослабления вводят дополнительно фентанил по 0,05—0,1 мг (1—2 мл). В случае появления сердечных аритмий вводят дополнительно дроперидол (2,5—5 мг).
Для расслабления мышц применяют миорелаксанты.
Во время инъекции дроперидола и фентанила больной дышит смесью кислорода с закисью азота (1:1).
При общей анестезии вводят дроперидол внутривенно (медленно) или внутримышечно из расчёта 0,1 мг/кг. Через 8—10 мин после окончания введения дроперидола вводят медленно внутривенно пробную дозу фентанила (0,005 мг = 0,1 мл 0,005 % раствора). Пробная доза необходима для выявления возможной повышенной чувствительности, выражающейся резкой брадикардией, затруднением дыхания, стеснением в груди. При хорошей переносимости выполняют операцию под местной анестезией и вводят внутривенно (в течение 2 мин) каждые 6—8 мин до 0,005—0,01—0,015 мг фентанила (в зависимости от массы тела больного) и каждые 30—40 мин по 0,09 мг/кг дроперидола.
Для облегчения болей, уменьшения тошноты и рвоты в послеоперационном периоде при необходимости внутримышечно вводят 2,5—5 мг дроперидола и 0,05—0,1 мг фентанила.
Нейролептанальгезия дроперидолом с фентанилом нашла применение для борьбы с болью и шоком при инфаркте миокарда и у больных с тяжёлыми приступами стенокардии. Вводят медленно в вену 2,5—5 мг (1—2 мл) дроперидола и 0,05—0,1 мг (1—2 мл) фентанила, разведённых в 20 мл 5—40 % раствора глюкозы. Положительный результат отмечен также при отёке лёгких.
Для купирования гипертонических кризов дроперидол вводят внутривенно струйно в дозе 0,1 мг/кг (обычно 2 мл 0,25 % раствора). Препарат наиболее эффективен при кризах у больных гипертонической болезнью IIА стадии и склеротической гипертензией.
Для подготовки к болезненным инструментальным диагностическим процедурам вводят за полчаса внутривенно 2,5—5 мг дроперидола.
Применяют дроперидол и фентанил не только в условиях стационара, нейролептанальгезия применяется на догоспитальном этапе при инфарктах миокарда.
Таламонал (Thalamonal)* — комбинированный зарубежный препарат, содержит в 1 мл 2,5 мг дроперидола и 0,05 мг фентанила. Используют для нейролептанальгезии и в других случаях вместо раздельного применения обоих препаратов.

## Побочные эффекты
К побочным действиям препарата относятся экстрапирамидные расстройства, депрессия с преобладанием чувства страха, гипотония (при передозировке). В западных странах в 1998 году дроперидол получил предостережение в форме «чёрной вставки» по поводу потенциально смертельно опасного удлинения интервала QT. Через несколько лет после этого дроперидол был отозван с рынка его производителями.

## Меры предосторожности
При использовании дроперидола необходимо тщательно следить за состоянием кровообращения и дыхания. Большие дозы могут вызвать понижение АД и угнетение дыхания. Действие мышечных релаксантов, анальгетиков, наркотиков значительно усиливается.
У больных, леченных инсулином и кортикостероидами, при выраженном атеросклерозе, нарушениях проводимости сердечной мышцы, заболеваниях сердечно-сосудистой системы в стадии декомпенсации необходима осторожность.

## Взаимодействия
Дроперидол повышает активность опиоидных анальгетиков, препаратов для общей анестезии. Он усиливает действие других препаратов, угнетающих ЦНС, и потому после их применения дроперидол нужно назначать в меньшей дозе, а после применения дроперидола — назначать такие препараты тоже в меньшей дозе. Дофаминергические средства для лечения паркинсонизма снижают эффект дроперидола:350—351.

## Противопоказания
Дроперидол противопоказан при экстрапирамидных нарушениях, гипотонии, а также лицам, длительно получавшим гипотензивные средства (возможно резкое понижение АД). В сочетании с фентанилом противопоказан при кесаревом сечении вследствие угнетения дыхательного центра плода.

## Хранение
Хранение: список Б. В сухом, защищённом от света месте при температуре от 0 до +5 °C.